# Barca solar de Quèops
La barca solar de Quèops (o barca funerària) és una nau de 43,4 m d'eslora de l'antic Egipte que va ser enterrada en un fossat als peus de la Gran Piràmide de Guiza, al voltant de l'any 2500 aC. Possiblement va ser construïda per a Quèops, el segon faraó de la quarta dinastia de l'Imperi Antic d'Egipte. Va ser descoberta el 1954 per Kamal el-Mallakh.

## Història
La barca va ser descoberta el 1954 per Kamal el-Mallakh. Mentre es retiraven una sèrie de restes de la cara sud de la piràmide es van trobar un parell de lloses de pedra que semblaven amagar una trinxera. Encara que el govern egipci no va mostrar gran interès per l'excavació, la insistència de Kamal el-Mallakh va fer possible que es descobrís la barca solar de Quèops. Construïda amb fusta de cedre, es va trobar amb tots els seus aparells, rems, cordes i cabina; estava desmuntada en 1.224 peces. Després d'anys de treball es va aconseguir assemblar totes les peces. La barca, que seria capaç de transportar 45 tones, mesura 43'4 m d'eslora, 5'6 m de mànega i 1'5 m de calat. Les taules de fusta del casc estan unides per cordes, i no clavades. Durant la seva restauració, la qual va trigar més de deu anys, es van haver d'utilitzar noves cordes, però el 95% de les taules de fusta són les originals. Restaurada, s'exposà des del 1982 en el museu situat sobre el mateix lloc on va ser trobada, al costat sud de la Piràmide de Quèops. No obstant, l'agost de 2021, va ser traslladada al Gran Museu Egipci, on compartirà espai amb una segona barca de Quèops que estigué enterrada fins a l'any 2012.
Han estat descobertes altres cinc fosses de barques solars al costat de la Gran Piràmide, i altres cinc més en les proximitats de la de Quefrè.

## Funció
La història i la funció de la barca no es coneixen amb precisió. Les barques solars eren naus rituals que simbolitzaven el cicle de la vida i la mort mitjançant el cicle solar, Ra, a través del cel. No obstant això, aquesta barca conté signes que indiquen haver estat usada en l'aigua, i és possible que la barca funerària portés el cos embalsamat del faraó de Memfis a Guiza a través del Nil, o que Quèops la utilitzés com un "vaixell de peregrinació" per visitar llocs sagrats i fos enterrada per fer-la servir en la vida després de la mort.
Segons diversos especialistes, aquesta barca solar presenta característiques d'una embarcació d'alta mar, amb una proa aixecada, la qual cosa li permetia sobrepassar les ones.

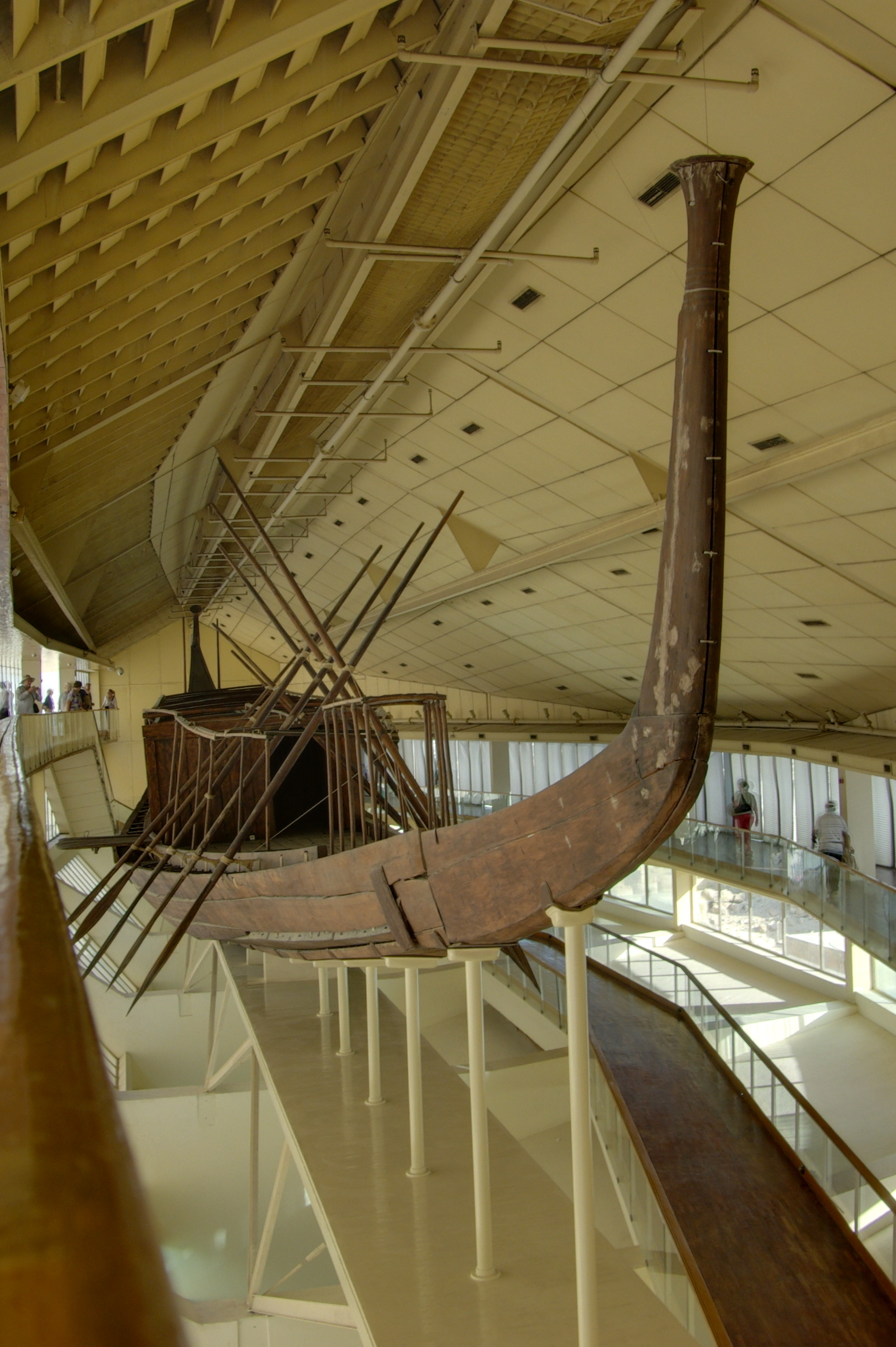
Imatge de la barca solar de Quèops.
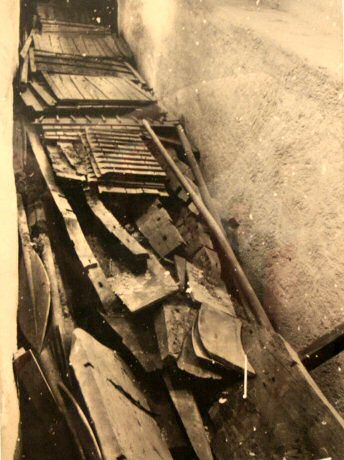
El vaixell desmantellat, tal com va ser descobert el 1954.
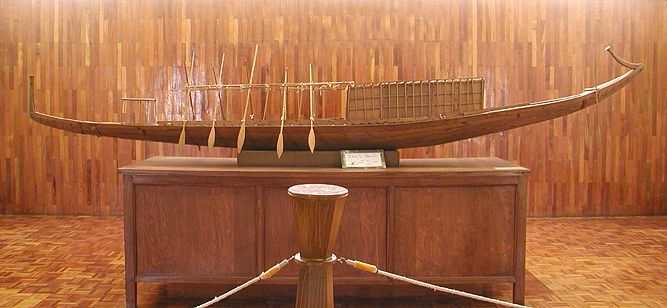
Maqueta de la barca.
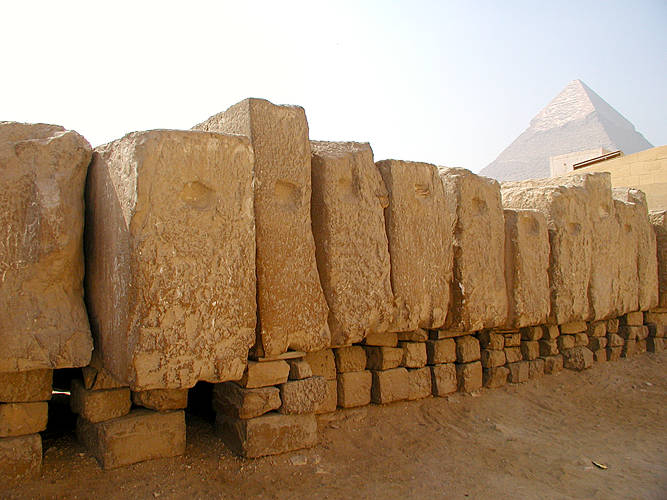
Blocs del fossat de la barca.
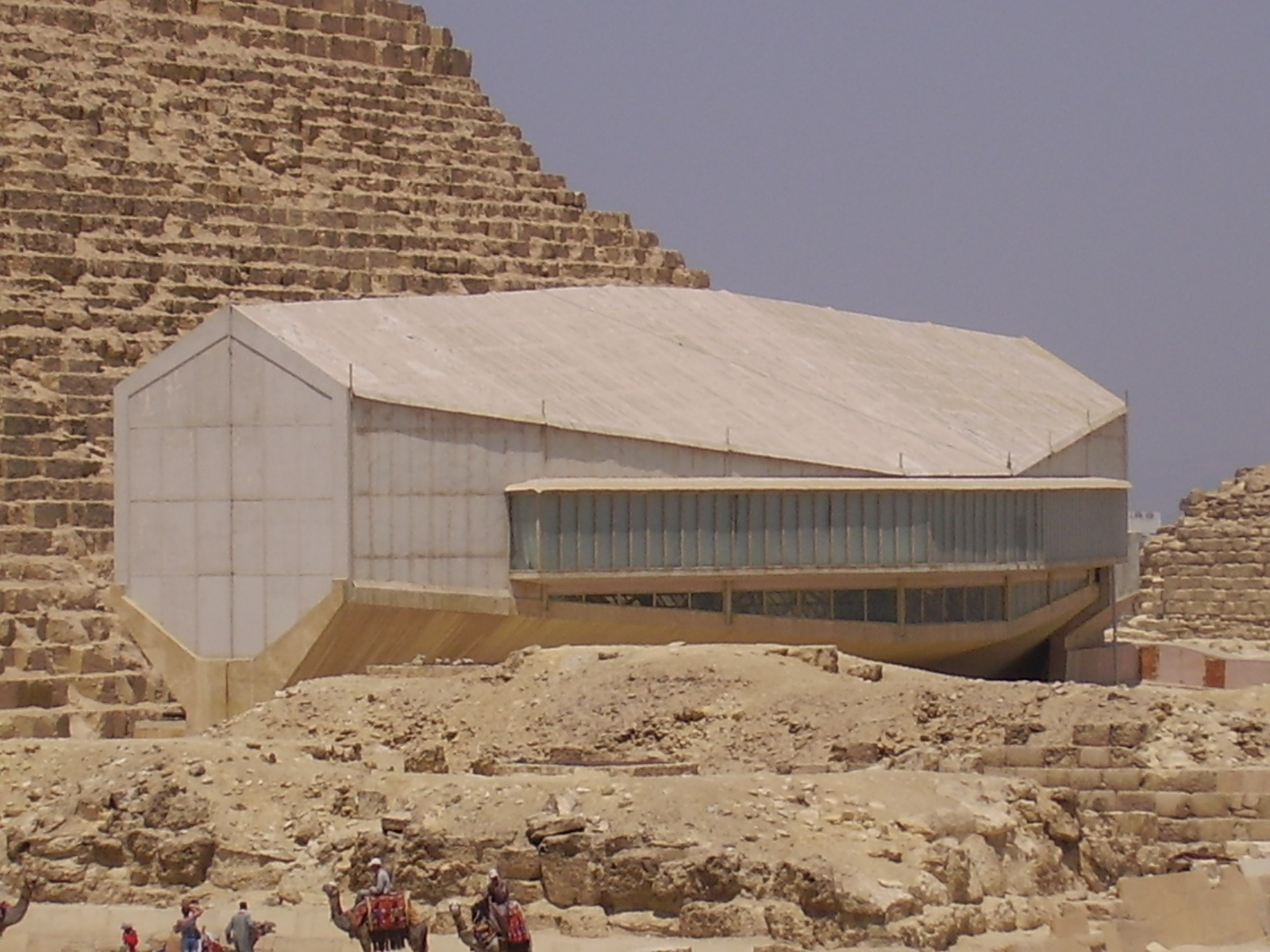
Museu de la barca solar.